# Eilhard Wiedemann (Physiker)
Eilhard Ernst Gustav Wiedemann (* 1. August 1852 in Berlin; † 7. Januar 1928 in Erlangen) war ein deutscher Physiker.

## Leben
Er war der Sohn des Physikochemiker Gustav Heinrich Wiedemann (1826–1899) und wurde 1872 an der Universität Leipzig mit der Schrift Über die elliptische Polarisation des Lichtes und ihre Beziehungen zu den Oberflächenfarben der Körper promoviert. Seit 1876 war er Privatdozent und ab 1878 außerordentlicher Professor an dieser Universität und wurde 1886 Professor für Physik an der Universität Erlangen, nachdem er vorher 1886 Professor in Darmstadt gewesen war. Seit 1877 redigierte er lange Zeit gemeinsam mit seinem Vater, Gustav Heinrich Wiedemann die Beiblätter der Annalen der Physik und Chemie. Im Jahr 1887 wurde er zum Mitglied der Leopoldina gewählt. Von 1885 bis 1886 war er außerordentliches Mitglied der Sächsischen Akademie der Wissenschaften. Die Königlich Dänische Akademie der Wissenschaften nahm ihn 1920 als auswärtiges Mitglied auf.
Eilhard Wiedemann hatte vielseitige Interessen, so bearbeitete er auch Themen aus der Wissenschaftsgeschichte, insbesondere der Araber (zum Beispiel mit seinem Assistenten Friedrich Hauser über Uhren im mittelalterlichen Islam).
1891 wurde Wiedemann Vater des gleichnamigen späteren Forstprofessors Eilhard Wiedemann.
Sein Nachlass wird im Deutschen Museum in München aufbewahrt.

## Schriften
- Aufsätze zur arabischen Wissenschaftsgeschichte, 2 Bände, Hildesheim 1970
- Gesammelte Schriften zur arabisch-islamischen Wissenschaftsgeschichte, Frankfurt am Main 1986
- Ueber die Naturwissenschaften bei den Arabern, Hamburg 1890 (Digitalisat)

## Ehrungen
- 1919 Ehrenmitglied der Studentenverbindung Studentengesangverein Erlangen, heute AMV Fridericiana Erlangen[4]
- Inhaber des Verdienstordens vom Hl. Michael III. Klasse, des K. Preußischen Kronenordens III. Klasse und des K. Schwedischen Nordsternordens[5]